# Kroó György
Kroó György (Budapest, 1926. augusztus 26. – Budapest, 1997. november 12.) Széchenyi-díjas zenekritikus és zenetörténész, a 20. századi magyar zenekritika és zenetörténet-írás egyik legnagyobb alakja Tóth Aladár és Szabolcsi Bence mellett. Munkásságával a zenei ismeretterjesztés terén is maradandót alkotott.

## Élete, munkássága
Budapesten született Kroó Mór (Mózes) és Engländer Sarolta fiaként, de kisgyermekkorától Egerben élt, ahol nagyapja és szülei könyvkereskedést vezettek. Középiskolai tanulmányait az Egri Állami Dobó István Gimnáziumban végezte, ahol 1944 áprilisában érettségi vizsgát tett. A német megszállást követően családjával együtt gettóba zárták. Szüleit és testvérét Auschwitzba deportálták, ahol életüket vesztették. Ő munkaszolgálatosként élte meg a felszabadulást.
Tanulmányait 1949 és 1952 között a budapesti Liszt Ferenc Zeneművészeti Főiskola hegedű szakán Rados Dezsőnél, 1951 és 1956 között a zenetudományi szakon Szabolcsi Bence irányításával végezte. 1957-től a Magyar Rádió munkatársaként, 1958-tól a Zenei Népművelési rovat vezetőjeként, 1991-től főmunkatársként dolgozott. 
Rádiós tevékenységével megalapozta és felvirágoztatta a magyar zenei ismeretterjesztést és zenekritikát. Az 1960-as évek elejétől kritikái rendszeresen elhangzottak a Magyar Rádió általa alapított Új zenei újság című műsorában (a Rádió A mikrofonnál Kroó György címmel kiadta elhangzott kritikáit). Népszerű ismeretterjesztő rádiós sorozata volt a Hallgassuk együtt!. Az Élet és Irodalom hetilapban 1964 és 1996 között mintegy 240 írása jelent meg, többnyire kortárs magyar művekről. Stílusát egyedülállóvá és a mai zenekritikusok számára mértékadóvá tette közérthetőséggel párosult szakszerűsége, valamint a zene iránti szeretete és tisztelete, amely minden szavából sugárzott.
Halálára két nagy magyar zeneszerző is komponált darabot: Kurtág György In memoriam Kroó György (cselló szólóra); Szőllősy András: Addio Kroó György emlékére (szólóhegedűre és vonós kamaraegyüttesre, 2002).

## Könyvek, írások
- Zenei panoráma – az Élet és Irodalomban 1964–1996 között megjelent cikkek (Közreadta Várkonyi Tamás, a Klasszikus és Jazz Nonprofit Kft. kiadásában, 2011 [halott link])
- Robert Schumann (1958)
- Hector Berlioz (1960)
- Bartók Béla színpadi művei (1962)
- Muzsikáló zenetörténet I (1964)
- A „szabadító opera” (1966)
- Muzsikáló zenetörténet III (1966)
- Richard Wagner (1968)
- Bartók-kalauz (1971)
- A magyar zeneszerzés 25 éve (1971)
- A magyar zeneszerzés 30 éve (1975)
- Rácz Aladár (1979)
- A mikrofon előtt Kroó György  (1981, a Magyar Rádió Új zenei újság című adásában 1960–1980 között elhangzott zenekritikák)
- A mikrofonnál Kroó György  (1998, a Magyar Rádió Új zenei újság című adásában 1981–1997 között elhangzott zenekritikák – közreadta Batta András, Kovács János, Zsoldos Mária)
- Heilawâc avagy délutáni álom a kanapén (1983)
- Az első zarándokév (1986)
- Szabolcsi Bence (1994)
- A mikrofonnál Kroó György, 1981–1997; vál., sajtó alá rend. Batta András, Kovács János, Zsoldos Mária, szerk. Sári László; Magyar Rádió, Bp., 1998 + 2 CD
- A mikrofonnál Kroó György. Új zenei újság, 1981–1991; 2. kiad., Syllabux, Bp., 2011
- Zenei panoráma. Kroó György írásai az Élet és Irodalomban, 1964–1996; összegyűjt., közread. Várkonyi Tamás; Klasszikus és Jazz Nonprofit Kft., Bp., 2011 (Gramofon könyvek)

## Díjai, elismerései
- Erkel Ferenc-díj (1963)

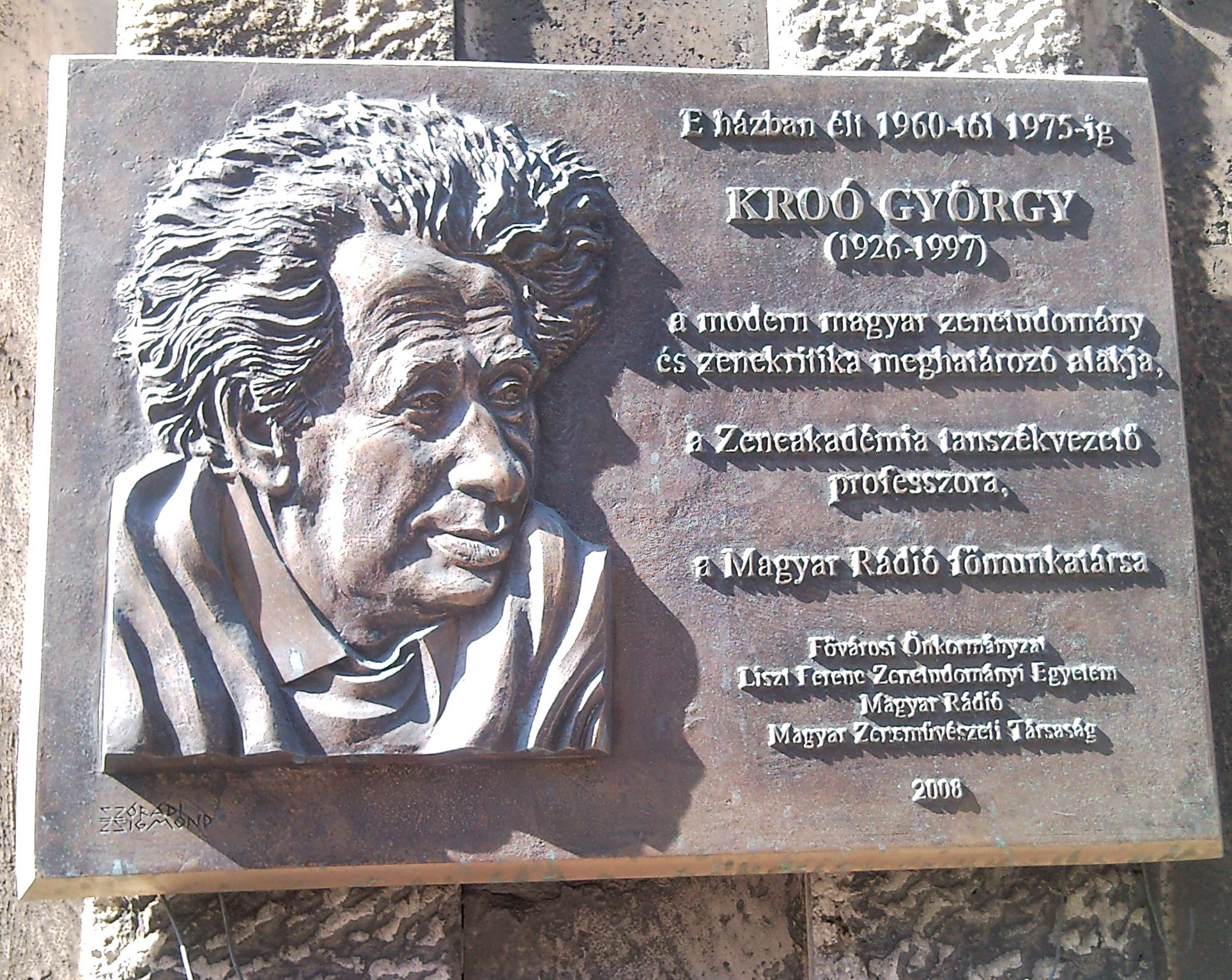
Emléktáblája:
I. kerület Várfok utca 15/B.

- A zenetudományok kandidátusa (1964)
- SZOT-díj (1970)
- Munka Érdemrend arany fokozata (1976)
- A zenetudományok doktora (1984)
- A Művészeti Alap Nagydíja (1987)
- Pethő Sándor-díj (1994)
- Széchenyi-díj (1995) – a magyar zenetudomány és zenekritika magas színvonalú műveléséért, valamint pedagógiai tevékenységéért